# Apremio individual

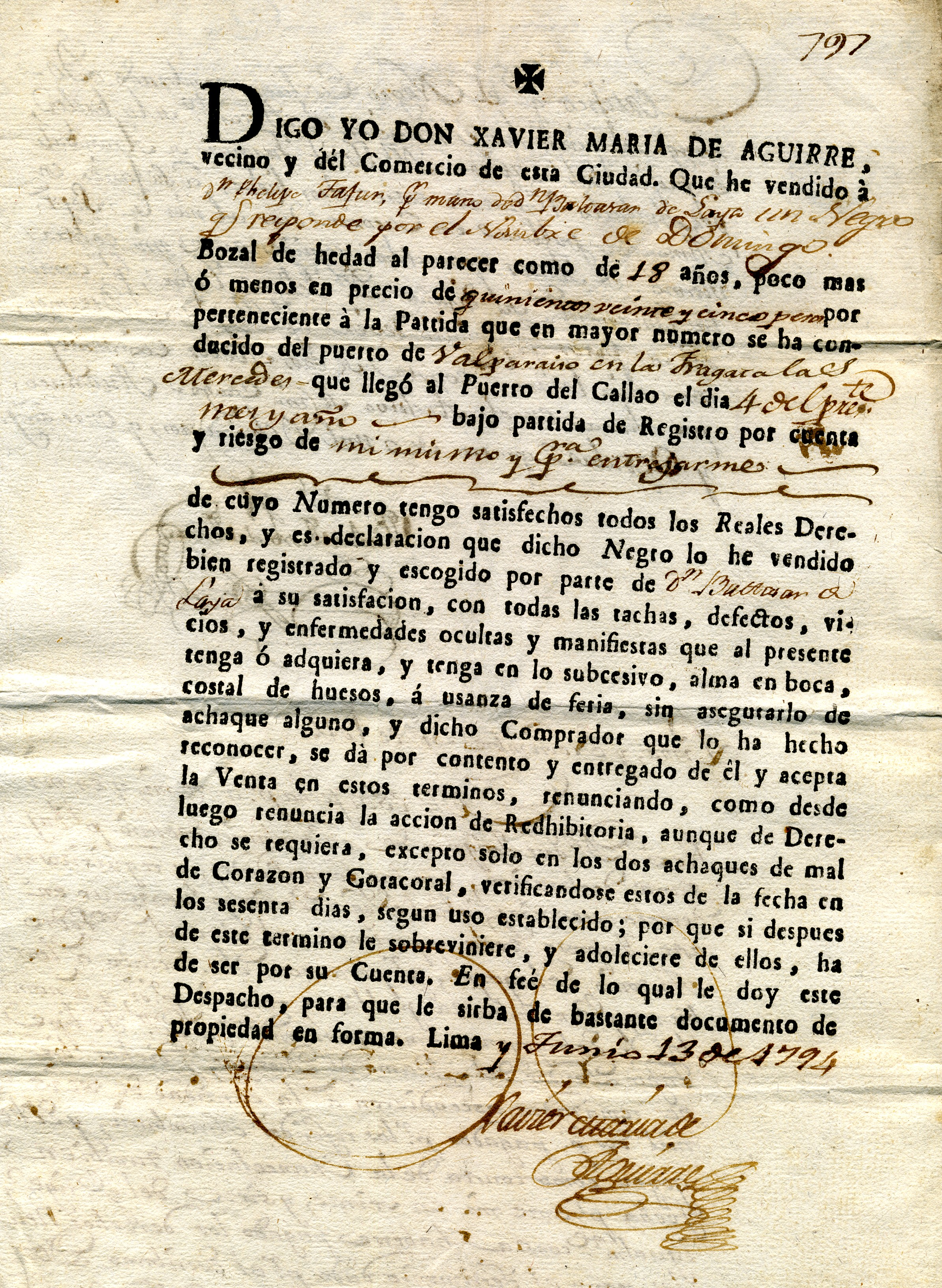
Documento contractual derivado del negocio de la esclavitud, fechado en Lima, Perú, el 13 de octubre de 1794

El apremio individual era una modalidad de garantía personal que ya sólo forma parte de la historia del derecho. 
Era usada en Derecho romano en sus primeros tiempos. Por virtud de la misma, el deudor que no cumplía, podía ser corporalmente sometido por el acreedor, de manera personal, de tal forma que dicho deudor tenía que ponerse al servicio del acreedor, hasta que con el fruto de su trabajo alcanzaba a saldar la deuda impagada.
Era, como resulta obvio, una forma de garantía personal notoriamente cruel y excesiva, que conducía a muchos deudores a la esclavitud, y desde luego les causaba, tanto la ruina personal, por la difamación y humillación, como la ruina patrimonial, por el abandono obligado de sus propios intereses a que se veía sometido.
Esta garantía primitiva y atroz, fue poco a poco quedando en desuso, y alcanzando paulatinamente un cierto grado de dulcificación racional con la aparición de las garantías reales, cuya primera aparición fue una especie de forma de venta en garantía, o venta con pacto de retro, a la que se llamó fiducia, por la cual el dominio transferido se rescindía, regresando a la titularidad del deudor los bienes, cuando éste finalmente pagaba la deuda.
Junto a la fiducia o mancipatio fiduciaria nacida del Derecho civil, que presentaba el peligro de la imposibilidad de recuperar la titularidad por las enajenaciones que pudiera haber hecho el acreedor, surgió también la prenda.
De modo que frente al apremio individual, el comiso en garantía de un bien, al que podía dar lugar la fiducia, venía a ser más eficaz y adecuado a la recuperación de la deuda, y más racional y humanitario respecto al deudor, pues podía acabar destruyendo por completo el prestigio y, para siempre, el patrimonio futuro del moroso esclavizado.
Hoy por hoy, la gran mayoría de las legislaciones ha abandonado el apremio individual y ha optado por el derecho de prenda general para que cada acreedor sea pagado con todos los bienes del deudor.